# Aonidomytilus variabilis
Aonidomytilus variabilis är en insektsart som beskrevs av Ferris 1938. Aonidomytilus variabilis ingår i släktet Aonidomytilus och familjen pansarsköldlöss. Inga underarter finns listade i Catalogue of Life.